# الأقواس التسعة
الأقواس التسعة هو المصطلح الذي استخدمه المصريون القدماء لوصف أعداءهم وأعداء مصر، كان هذا المصطلح يستخدم في مصر القديمة ليشير إلى الأعداء التقليديين للدولة المصرية، والجدير بالذكر أن الجماعات والأمم التي يشملها هذا المصطلح تغيرتا عبر الزمن فلا توجد قائمة موحدة بأسماء الأعداء. إلا أن النوبيين والآسيويين ظلوا ثابتيين في قائمة أعداء مصر.
لم يكن عدد الأعداء تسعة لكن الرقم له دلالة عددية أي أن عدد الأعداء ليس تسعة بالتحديد لكنه يدل على الكثرة، فرقم ثلاثة يشير إلى الجمع أما رقم تسعة فيشير إلى جمع الجمع مما يدل على كثرة أعداء مصر والطامعين في أرضها، يتم تمييزهم من خلال ملابسهم، ولكن عندما يتم التحدث عنهم بشكل عام، يتم تمثيلهم بتسعة دوائر نصف مزدوجة (أقواس) موضوعة في ثلاثة أعمدة. يظهرون في العديد من التمثيلات أنهم مهزومون ويتم أسرهم وتقديمهم إلى الملك وهم مقيدين وخاضعين وفي أوضاع مهينة ومذلة.

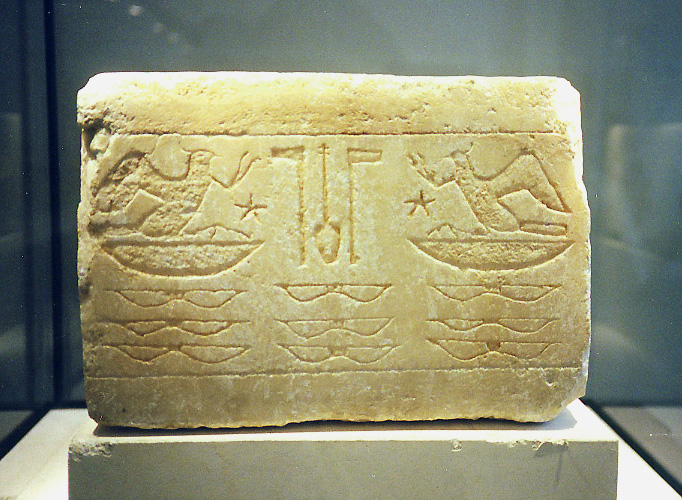
تسعة أقواس محفورة على قاعدة تمثال نختنبو الثاني.

الأقواس التسعة هي الأعداء التسعة التي حددها قدماء المصريين وحفروا ملاحم الحروب ضدهم وهزيمتهم على جدران المعابد والقبور الخاصة بهم.
القدماء حددوهم على مرّ العصور لأن هؤلاء الأعداء لم يسعوا فقط لغزو مصر كل على حدى وحكمها ولكنهم تحالفوا مع بعضهم البعض ومع الخونة الداخليين لغزو الأراضي المصرية.

## الرمزية والدلالة
«خو» الاسم الذي أطلقه المصريون القدماء على أعدائهم وأعداء مصر. «تا سيتي» (تعني أرض الأقواس)، تا سيتي اسم أطلقه المصريون على المنطقة التي عاش بها الأعداء وارتبط هذا الاسم بالتحديد بالجزء الجنوبي من مصر (النوبة) حيث عاش الكوشيون والنوبيون.
والعدد تسعة ليس العدد المحدد لأعداء مصر وإنما هو كناية عن كثرة الأعداء، فالرقم ثلاثة يدل على الجمع بينما ستة هو جمع الجمع. أما تسعة هو جمع الجموع ويدل على الكثرة.
لم يكن النوبيين والكوشيين سوى ضيوفا عاشوا مكرمين في أرض مصر إلا أن جشعهم وطمعهم جعل منهم أعداءاً لمصر وللمصريين فطمعوا في حكم مصر وفي سرقة الهوية المصرية وسرقة الحضارات المصرية ونسبها لأنفسهم.
وما يؤكد على إنتمائهم للأقواس التسعة ظهورهم على جدران المعابد المصرية ومقتنيات الملوك المصريين في هيئة أسرى مقيدين يقوم الملك بتأديبهم أو تصويرهم أسفل قدمي الملك كدليل على انتصار وسيطرة الملك عليهم.
وبالطبع ملامحهم المميزة تختلف تماما عن ملامح المصريين سواء التماثيل التي تصور المصريين القدماء أو حتى المصريين الحاليين. وكل ذلك يدلل ويؤكد على كونهم أعداءا لمصر وليسوا صانعي الحضارة كما يدعون.

## أنواع الأقواس التسعة
الأقواس التسعة هم الأعداء ويوجد منهم نوعان. هما:
1- العدو الخارجي
العدو الخارجي أو الأجنبي وهو الذي يحاول غزو مصر من الخارج. مثل شعوب البحر والآسيويين الحيثيين والميتانيين والفرس والليبيين.
2- العدو االداخلي
العدو الداخلي يتمثل في الخونة الذين يعيشون في مصر لكن يتأمرون عليها. وينشط العدو الداخلي وقت اعتلاء العرش حاكم أجنبي أو حاكم مصري ضعيف. وقد يكون الخائن أجنبي يعيش داخل مصر مثل النوبيين والبدو (من آسيا كالعرب واليهود) والليبيين (من آسيا وقد استقروا في واحة سيوة) الذين عاشوا في أرض مصر كمصريين رغم أن أصولهم غير مصرية، وبعض العناصر المصرية من الخونة والمتمرديين دينياً وأخلاقياً كالكهنة مثلا والوزراء المتطلعين للسلطة. وهؤلاء يستغلون أي فرصة لينشروا الفوضى والتمرد والتواصل مع العدو الخارجي لخدمته ومعاونته ضد مصر.

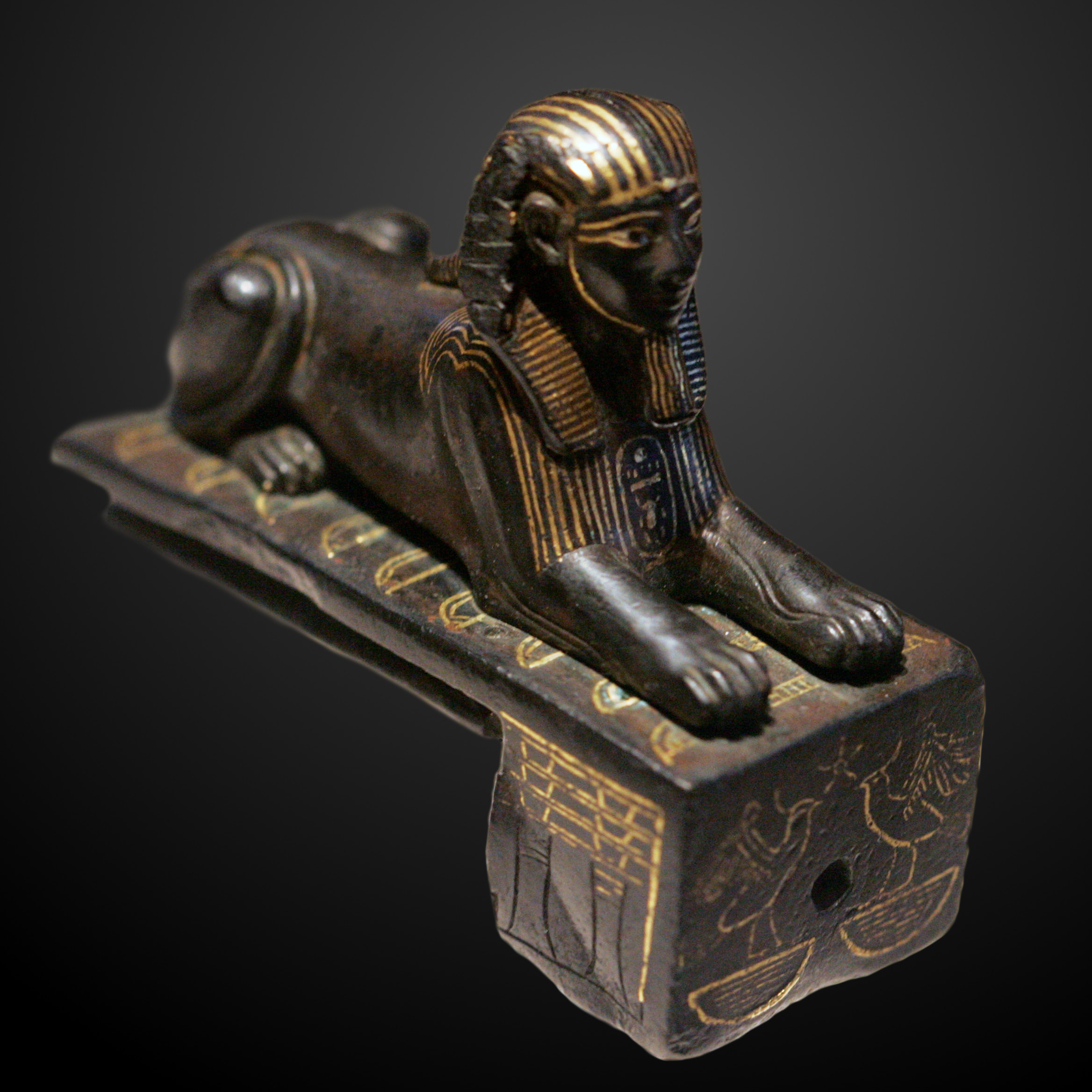
تمثال أبو الهول البرونزي لتحتمس الثالث، يظهر فيه فرعون مستلقياً على تسعة أقواس. يستخدم الجزء الأمامي من التمثال طائر اللابوينخ ريخيت ليقول: "كل الناس يمدحون"، باستخدام الحروف الهيروغليفية، ملحوظة، للجميع، اللابوينغ، للناس، والنجم، للمديح؛ (هذا لغز مصور). عمود جد "دومينيون" على الجانب.
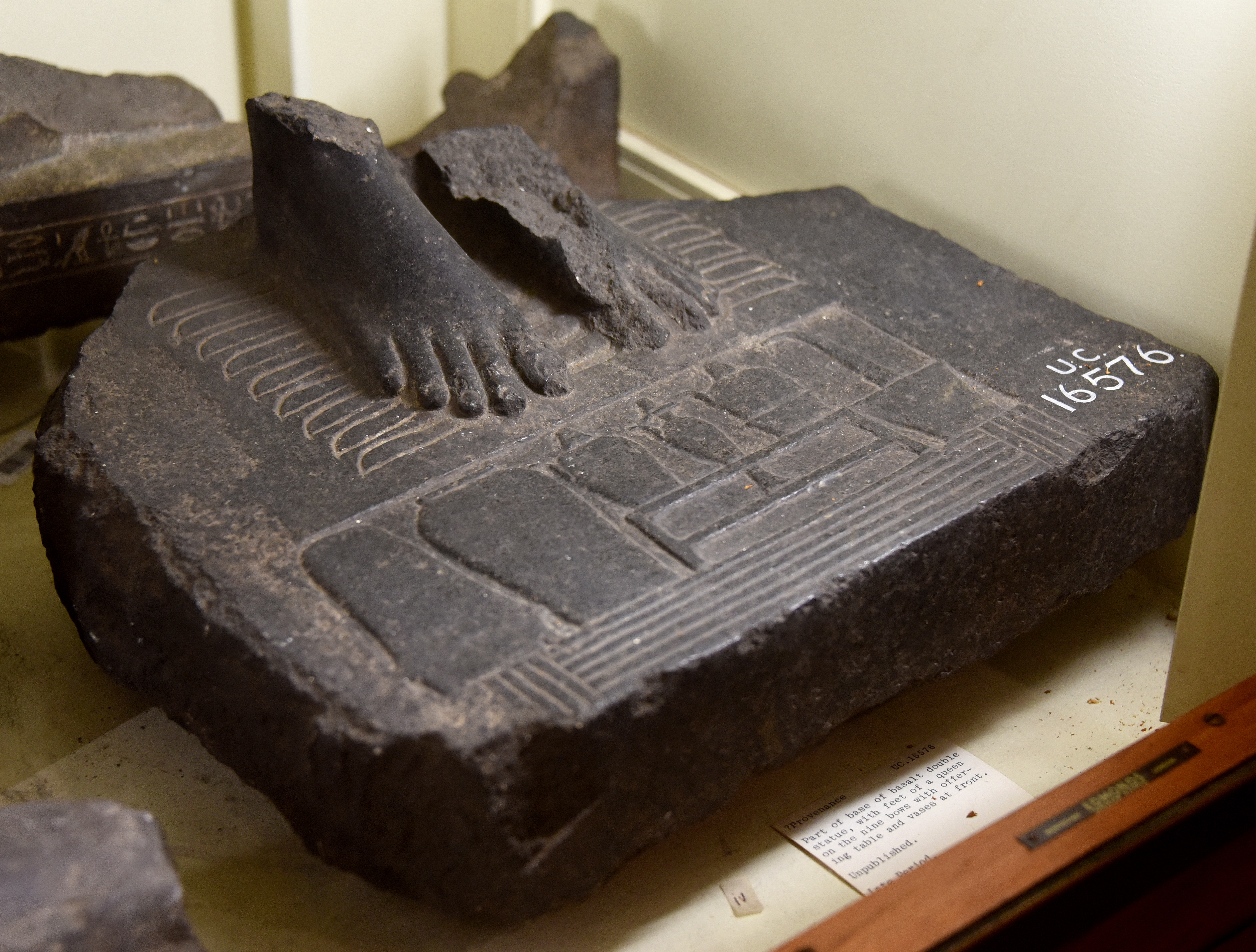
جزء من قاعدة تمثال البازلت الملكي. قدم الملكة على 9 أقواس قبل مائدة القرابين. علامة هوتب عند الحافة الأمامية. مزهرية مع مزهريات ومصباح. الفترة المتأخرة. من مصر. متحف بتري للآثار المصرية، لندن.
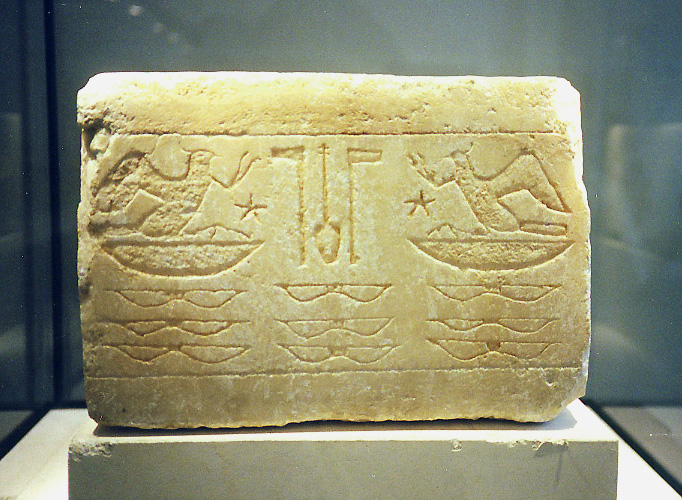
قاعدة تمثال نختنبو الثاني. و"كل الناس يمدحون".
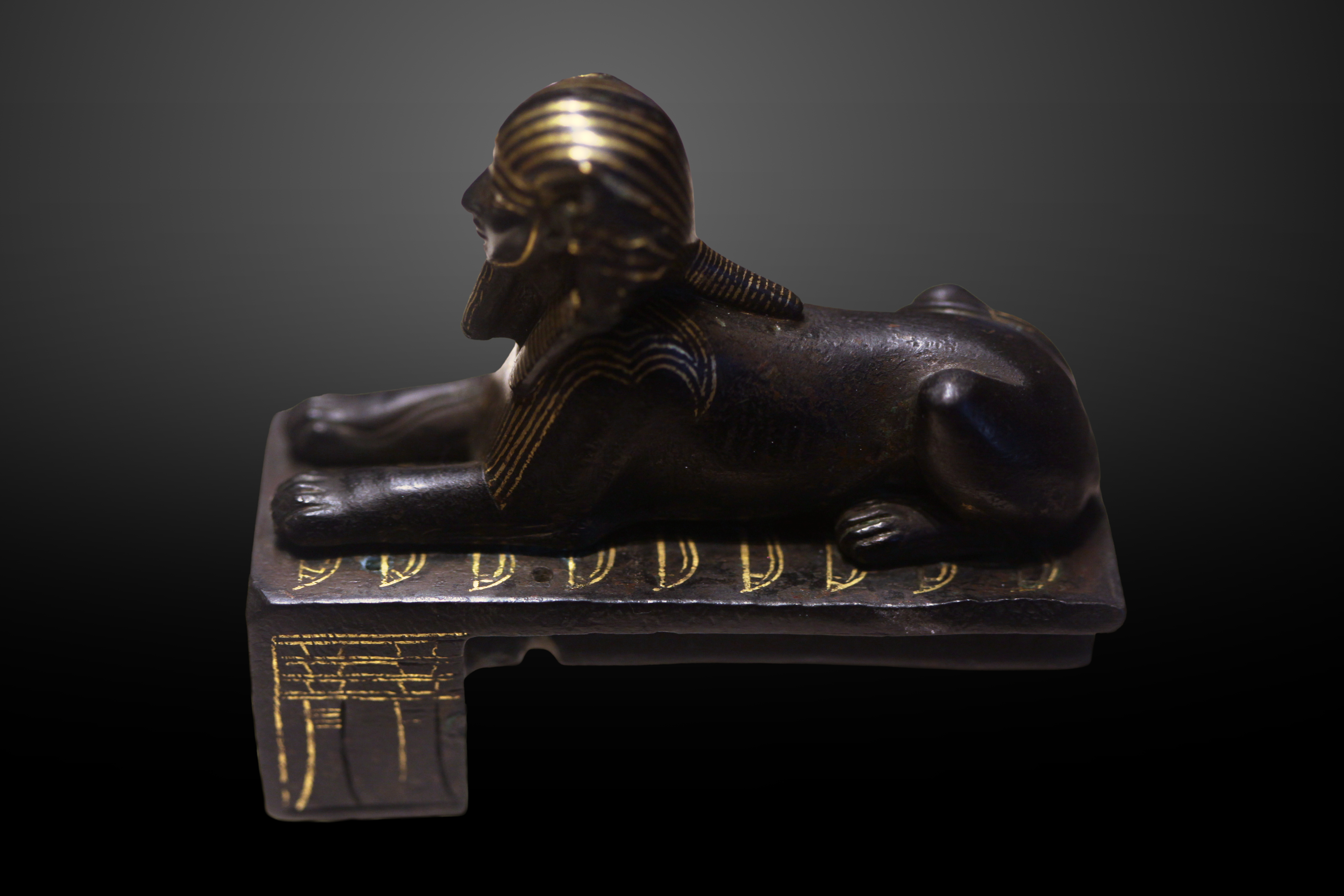
تمثال أبو الهول البرونزي لتحتمس الثالث فوق تسعة أقواس؛ وتظهر أيضًا عمود جد دومينيون على جانب القاعدة.
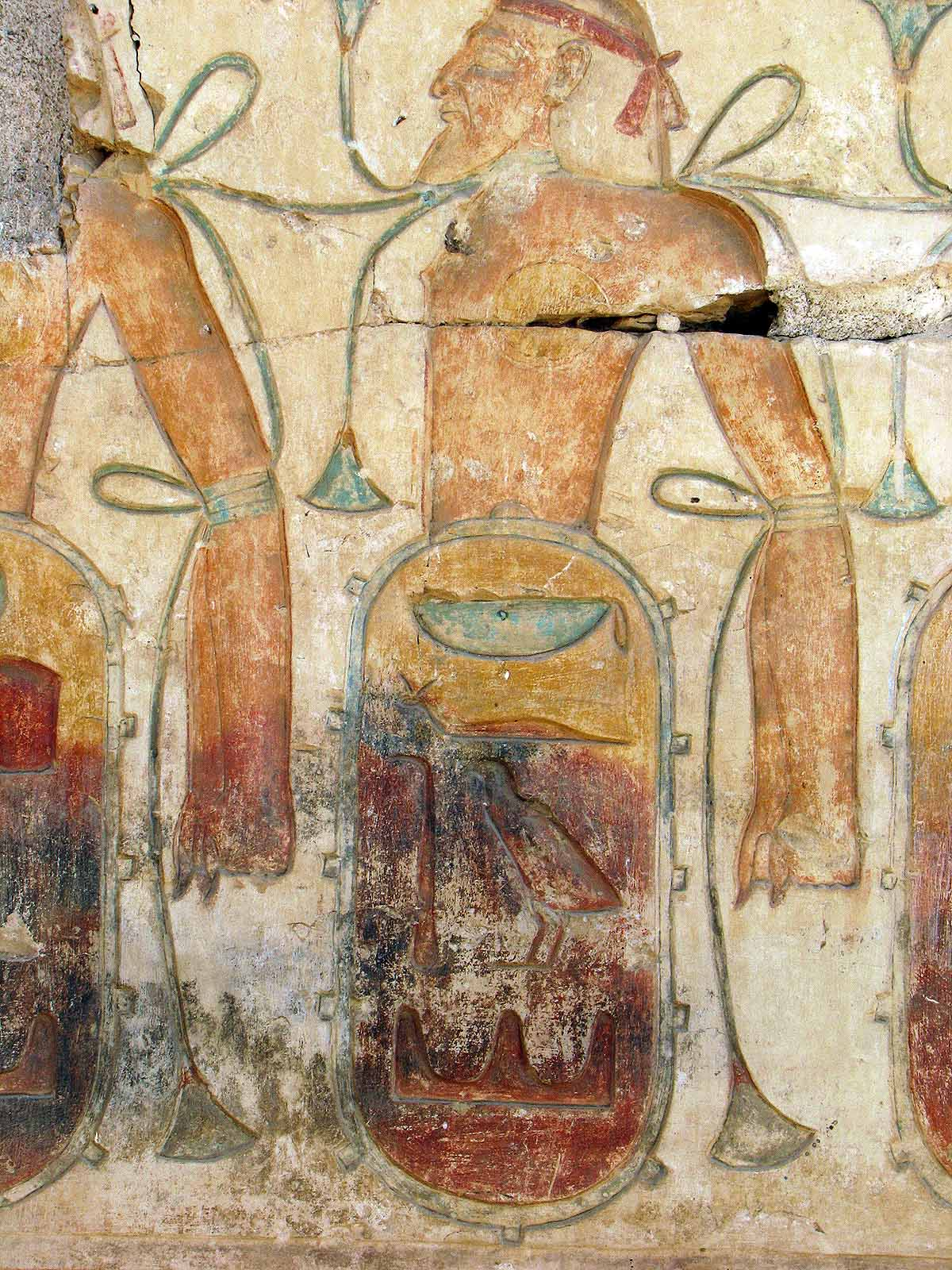
الكافتيو- (كفتور) رسم معنوي للأرض الأجنبية؛ (الشعوب المهزومة، معبد رمسيس الثاني في أبيدوس).

## وصلات خارجية
- كيفين أ. ويلسون (2005). حملة الفرعون شيشنق الأول إلي فلسطين. موهر سيبيك.